# Cinamolol
Cinamolol je beta blokator.